# Manila Lions FC
El Manila Lions Football Club, o Lions Meltique Beef FC por razones de patrocinio, es un equipo de fútbol de Filipinas que participa en la UFL 2, la segunda liga de fútbol más importante del país.
Fue fundado en 1949 en la capital Manila y es conocido por ser el primer equipo de Filipinas en participar en la Copa de Clubes de Asia en 1969, donde no le fue bien.

## Palmarés
- UFL: 1

1967

## Participación en los Torneos de la AFC
- Copa de Clubes de Asia: 1 aparición

1969 - Primera Ronda